# Glaubst du an die Unsterblichkeit der Seele?
Glaubst du an die Unsterblichkeit der Seele? (Crois-tu en l'immortalité de l'âme ?) est une œuvre pour trois synthétiseurs, percussion et douze voix du compositeur canadien Claude Vivier. C'est l'une de ses œuvres les plus célèbres, son livret coïncidant avec le meurtre du compositeur en mars 1983, paraissant l'annoncer de façon troublante,,. L'œuvre est inachevée, elle ne compte que trois mouvements, et sa durée d'exécution avoisine les huit minutes.

## Histoire
Claude Vivier écrit cette œuvre sans doute à la fin de l'année 1982, à Paris. Dans une lettre à Thérèse Desjardins du 7 janvier 1983, il écrit : 

« … J’ai continué mon travail avec une sorte de merveilleuse sérénité. Je compose plus lentement car j’ai de plus en plus de notes à écrire de ma musique ! Je viens juste de terminer les six premières minutes de Crois-tu en l’immortalité de l’âme. J’y fais presque du « dripping ! » Toute la pièce utilise deux pôles : mobilité et immobilité ! Voici un texte que j’utilise dans une partie immobile :
… J’avais froid, c’était l’hiver

Enfin je croyais avoir froid

J’étais peut-être froid.

Dieu m’avait pourtant dit que j’aurais froid.

J’étais peut-être mort.

Ce n’était pas tant d’être mort

Dont j’avais peur que de mourir.

Tout à coup j’ai eu froid

Très froid ou j’étais froid.

II faisait nuit et j’avais peur.

Je crois que c’est un très beau texte pour cette pièce que je compose maintenant… »

Elle est créée le 20 avril 1990 à Montréal, par l'Ensemble vocal Tudor de Montréal et l'Ensemble Société de musique contemporaine du Québec avec pour chef d'orchestre Walter Boudreau.

## Effectif
- Percussions : 3 synthétiseurs et 1 glockenspiel
- Voix : un narrateur, 3 sopranos, 3 contraltos, 3 ténors, 3 basses

## Livret

### Mouvement I: Chanson d'amour
- Tenor I : (langue imaginaire) ka / ka rotch
- Synthesizer II : (en allemand) Glaubst du an die Unsterblichkeit der Seele?
- Tenor I : (langue imaginaire) ka rotch kiè / so-imé fa yè ko
- Synthesizer II : (en allemand) Glaubst du an die Unsterblichkeit der Seele?
- Tenor I : (langue imaginaire) na ko yesh mè fa yeu so ma / tiet ke no ro si / na yo chie
—(en français) Écoutez, écoutez-moi !
—(langue imaginaire) koy dja
—(en français) Vous savez que j'ai toujours voulu mourir d'amour mais
- Alto III : Mais quoi
- Tenor I : Comme c'est étrange cette musique, qui ne bouge pas
- Tenor II : Chut !
- Alto III : Parle
- Tenor I : Je n'ai jamais su
- Alto III : Su quoi
- Tenor I : Su aimer
- Alto III : Chante moi une chanson d'amour
- Tenor I : Oui.

### Mouvement II: Narration
« C'était un lundi ou un mardi, je ne me souviens pas très bien. Mais tout cela n'a pas d'importance, l'important c'est l'événement qui devait se produire cette journée-là.
Il faisait gris, je me rappelle, j'avais donc décidé de prendre le métro. Je dus même acheter des tickets, n'en n'ayant déjà plus sur moi. Je m'avançai sur le quai, juste un peu, et m'allumai une cigarette pour tromper mon ennui. Le grondement métallique du métropolitain annonça son arrivée. Le long véhicule bleu s'immobilisa. Je me dirigeai alors vers une des portières, en soulevai le loqueteau et m'engouffrai dans la voiture, le wagon de tête je crois. L'espace qui m'accueillait était presque vide, seule en face de la banquette où j'avais pris place, une vieille dame, un peu ridée, lisait en souriant son journal. On aurait dit un prêtre lisant son bréviaire. La dame avait l'air d'être gentille, assise qu'elle était de biais comme pour ne déranger personne. Installé sur ma banquette, j'avais l'impression qu'il m'arriverait quelque chose cette journée-là, quelque chose d'essentiel à ma vie.
C'est alors que mes yeux dans leur giration aléatoire tombèrent sur un jeune homme au magnétisme étrange et bouleversant. Je ne pus m'empêcher de le fixer longuement du regard. Je ne pouvais dérocher mon regard du jeune homme. Il semblait qu'il avait été placé en face de moi de toute éternité. C'est alors qu'il m'adressa la parole. Il dit : "Quite boring this metro, huh!" Je ne sus quoi lui répondre et dis, presque gêné d'avoir eu mon regard débusqué : "yes, quite." Alors tout naturellement le jeune homme vint s'assoir près de moi et dit : "my name is Harry." Je lui répondis que mon nom était Claude. Alors sans autre forme de présentation il sortit de son veston noir foncé, acheté probablement à Paris, un poignard et me l'enfonça en plein cœur. »

## Discographie
- Johan Leysen (narrateur), Asko Ensemble et Schönberg Ensemble dirigés par Reinbert de Leeuw, in Claude Vivier : Rêves d'un Marco Polo, mise en scène de Pierre Audi, 2004, DVD (Opus Arte/De Nederlandse Opera)
- Psappha Ensemble, BBC Singers, enregistrement en direct le 28 février 2008.